# Stupniki
Stupniki – wieś w Polsce położona w województwie podlaskim, w powiecie bielskim, w gminie Bielsk Podlaski. Wchodzi w skład sołectwa Kożyno.

## Historia
Według Pierwszego Powszechnego Spisu Ludności, przeprowadzonego w 1921 r., wieś Stupniki liczyła 80 mieszkańców (41 kobiet i 39 mężczyzn) zamieszkałych w 15 domach. Wszyscy ówcześni mieszkańcy miejscowości zadeklarowali białoruską przynależność narodową oraz wyznanie prawosławne. W okresie międzywojennym Stupniki znajdowały się w gminie Pasynki.
W latach 1975–1998 miejscowość administracyjnie należała do województwa białostockiego.

## Zabytki
- drewniany wiatrak koźlak, wzniesiony ok. 1900 w Hołodach, w latach 1928-1987 znajdował się w Trześciance, nr rej.:481 z 31.01.1980[9][10].

## Inne
Obok miejscowości przepływa niewielka rzeka Łoknica, dopływ Narwi.
W strukturze Kościoła Prawosławnego wieś należy do parafii pw. Narodzenia św. Jana Chrzciciela w Pasynkach. Natomiast wierni kościoła rzymskokatolickiego należą do parafii Matki Bożej z Góry Karmel w Bielsku Podlaskim.